# Боснийско-российские отношения
Босни́йско-росси́йские отноше́ния — двусторонние дипломатические отношения между Боснией и Герцеговиной и Россией.

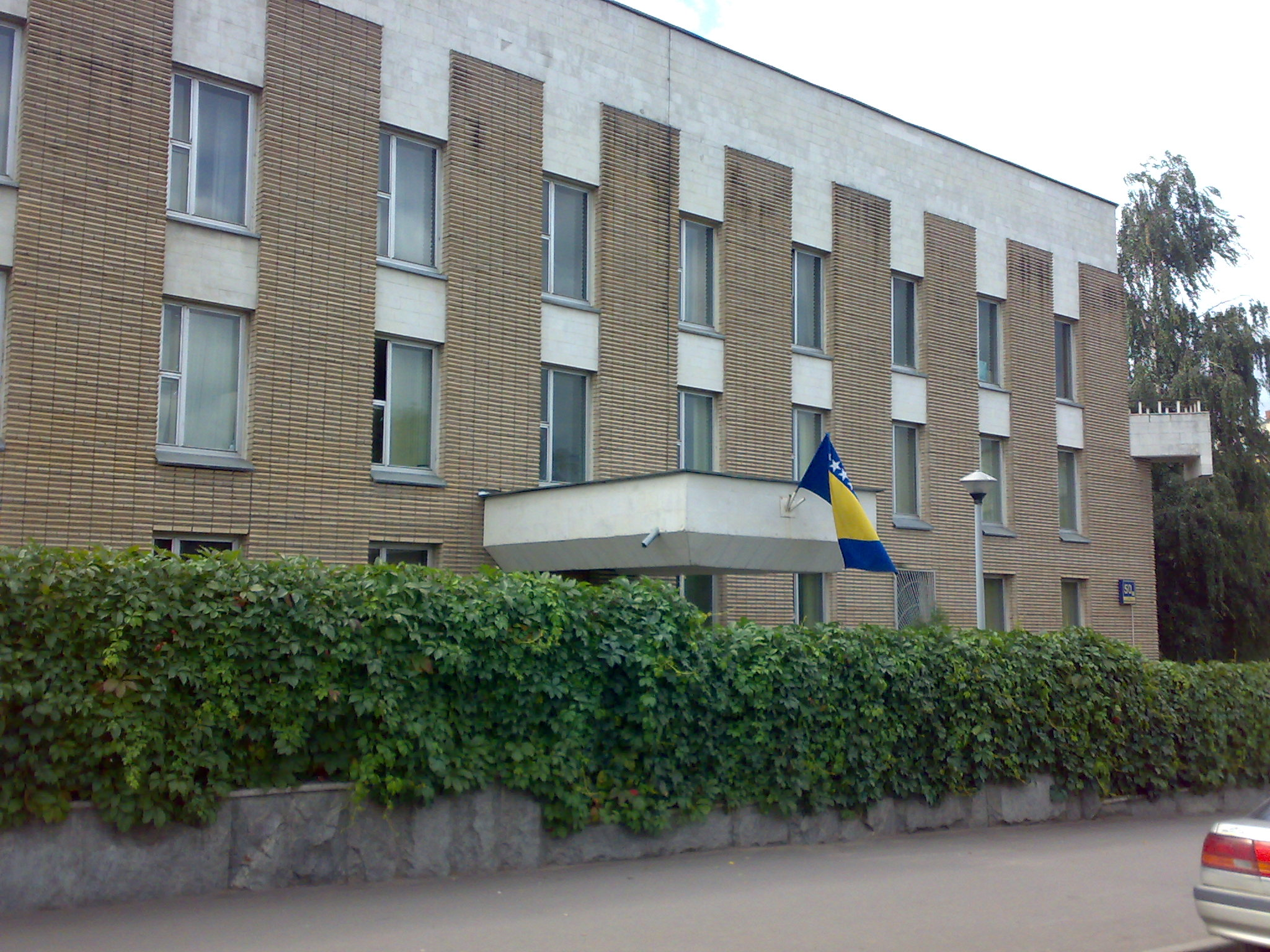
Посольство Боснии и Герцеговины в Москве.

Российская Федерация признала независимость Боснии и Герцеговины 27 апреля 1992 года. Дипломатические отношения между двумя странами были установлены 26 декабря 1996 года. Россия играет важную роль во внешней торговле Боснии и Герцеговины. По итогам 2014 года на Россию пришлось 5,5 % внешней торговли Боснии и Герцеговины.

## История
До 1992 года контакты Москвы и Сараева осуществлялись в рамках советско-югославских отношений.

## Современность
Россия, являясь гарантом Общего рамочного соглашения о мире в Боснии и Герцеговине, а также членом Руководящего комитета Совета по его выполнению, принимает участие в деятельности мирового сообщества по преодолению последствий вооружённого конфликта в Боснии и Герцеговине и содействию в становлении её стабильным и демократическим государством. До июня 2003 года в Боснии и Герцеговине присутствовал российский воинский контингент в составе многонациональных сил по стабилизации ситуации в стране. Представители России также задействованы в Аппарате Верховного представителя и Миссии ОБСЕ в Боснии и Герцеговине. Российский историк Елена Гуськова даже стала сенатором от входящей в состав Боснии и Герцеговины Республики Сербской.
Босния и Герцеговина (прежде всего Республика Сербская) является одним из крупнейших торговых партнёров России на Балканах. Российский капитал также очень заметно представлен в Боснии и Герцеговине — на начало 2014 года накопленные прямые инвестиции России в Боснии и Герцеговине составили $877 млн (на начало 2010 года этот показатель составлял только $541 млн). Причём опять же основная часть российских инвестиций идет в Республику Сербскую. В 2007 году компания «НефтегазИнКор» выкупила за 119 млн евро неработающий (с 2005 года) нефтеперерабатывающий завод «Босански Брод» (65 % акций), завод по изготовлению моторных масел «Модрича» (62,3 %), а также сеть АЗС компании «Петрол».
Во время вторжения на Украину, в 2022 году посол России в Боснии и Герцеговине Игорь Калабухов, заявил, что Россия будет вынуждена «отреагировать», если Босния и Герцеговина решит вступить в НАТО.